# 1197년

## 연호
- 남송(南宋) 경원(慶元) 3년
- 금(金) 승안(承安) 2년
- 일본(日本) 겐큐(建久) 8년
- 서하(西夏) 천경(天慶) 4년
- 리 왕조(李朝) 티엔뜨자투이(天資嘉瑞) 12년

## 기년
- 남송(南宋) 영종(寧宗) 3년
- 금(金) 장종(章宗) 8년
- 고려(高麗) 명종(明宗) 27년
- 서하(西夏) 환종(桓宗) 4년
- 리 왕조(李朝) 고종(高宗) 22년

## 사건
- 일본, 카마쿠라 바쿠후 수립
- 최충헌, 명종을 폐하고 평량공 민을 옹립함. 고려 20대 국왕 신종. 그의 나이는 54세.

## 사망
- 9월 28일 - 신성로마제국의 하인리히 6세
- 고려(高麗)의 태자(太子) 창원공(昌原公)
- 고려(高麗)의 무신(武臣) 두경승(杜景升)
- 고려(高麗)의 무신(武臣) 최충수(崔忠粹)
- 고려(高麗)의 무신(武臣) 이의민(李義旼)
- 보헤미아의 공작 브르제티슬라프 3세